# Selenat de bari
El selenat de bari és un compost químic del grup de les sals, constituït per anions selenat {\displaystyle {\ce {SeO4^{2-}}}} i cations bari {\displaystyle {\ce {Ba^{2+}}}}, la qual fórmula química és {\displaystyle {\ce {BaSeO4}}}.
El selenat de bari es presenta com un sòlid blanc o incolor, amb cristalls que cristal·litzen en el sistema ròmbic. Si s'escalfa per damunt de 425 °C es descompon. És molt poc soluble en aigua, a 20 °C només se'n dissolen 0,0052 g en 100 g d'aigua. Pot preparar-se per reacció del clorur de bari {\displaystyle {\ce {BaCl2}}} amb el selenat de sodi {\displaystyle {\ce {Na2SeO4}}} segons la reacció:
{\displaystyle {\ce {BaCl2(aq) + Na2SeO4(aq) -> BaSeO4(s) + 2NaCl(aq)}}}